# Dendrochilum amesianum
Dendrochilum amesianum là một loài thực vật có hoa trong họ Lan. Loài này được H.A.Pedersen mô tả khoa học đầu tiên năm 1995.